# ベナ語
ベナ語（ベナご、ベナ語: Ekibena、英: Bena language）はバントゥー語群に属する言語である。タンザニアのイリンガ州に居住するベナ族の人々により話されている言語である。